# يوكي هوريغومي
يوكي هوريغومي (باليابانية: 堀米 勇輝) (مواليد 13 ديسمبر 1992)، هو لاعب كرة قدم ياباني سابق كان يلعب كلاعب وسط.

## وصلات خارجية
- يوكي هوريغومي على موقع الاتحاد الدولي (مؤرشف)  (الإنجليزية)
- يوكي هوريغومي على موقع رابطة كرة القدم اليابانية للمحترفين (اليابانية)
- يوكي هوريغومي على موقع إي إس بي إن إف سي (الإنجليزية)
- يوكي هوريغومي على موقع قاعدة بيانات كرة القدم.إي يو (الإنجليزية)
- يوكي هوريغومي على موقع Soccerbase.com (لاعب) (الإنجليزية)
- يوكي هوريغومي على موقع Soccerway.com (الإنجليزية)
- يوكي هوريغومي على موقع عالم كرة القدم.نت (الإنجليزية)
- يوكي هوريغومي على موقع كووورة